# La Colline où rugissent les lionnes
Pour plus de détails, voir Fiche technique et Distribution.
La Colline où rugissent les lionnes est un film franco-kosovar réalisé par Luàna Bajrami, sorti en 2021.
C'est le premier long métrage réalisé par Luàna Bajrami,.

## Fiche technique
Sauf indication contraire, les informations mentionnées dans cette section peuvent être confirmées par la base de données cinématographiques IMDb,  présente dans la section « Liens externes ».
- Titre français : La Colline où rugissent les lionnes
- Réalisation et scénario : Luàna Bajrami
- Photographie : Hugo Paturel
- Montage : Michel Klochendler et Juliette Penant
- Musique : Aldo Shllaku
- Pays de production :  France -  Kosovo
- Format : couleur — 2,35:1
- Genre : drame
- Durée : 83 minutes
- Dates de sortie :
  - France : 8 juillet 2021 (Festival de Cannes 2021),  27 avril 2022 (sortie nationale)

## Distribution
- Luàna Bajrami : Lena
- Andi Bajgora : Zem
- Flaka Latifi : Qe
- Era Balaj : Li
- Urate Shabani : Jeta

## Accueil

### Critique
En France, le site Allociné recense une moyenne des critiques presse de 3,2/5.

## Distinctions

### Récompense
- Festival du film de Sarajevo 2021 : prix de la meilleure actrice pour Flaka Latifi, Era Balaj et Urate Shabani[4]

### Sélections
- Festival de Cannes 2021 : en sélection à la Quinzaine des réalisateurs
- Festival international du film de Toronto 2021 : sélection en section Contemporary World Cinema